# A Sunset Limited (film)
A Sunset Limited (eredeti cím: The Sunset Limited)  2011-ben bemutatott televíziós filmdráma Tommy Lee Jones rendezésében. A forgatókönyvet saját színdarabjából Cormac McCarthy írta. A film főszereplői Tommy Lee Jones és Samuel L. Jackson.

## Cselekmény
Két férfi egy lakásban, ellenkező nézetekkel.
A film úgy kezdődik, hogy Fekete (Samuel L. Jackson) és Fehér (Tommy Lee Jones) beszélgetnek Fehér öngyilkossági kísérletéről. Ez az ellenkezője annak, amit Fekete hisz. Ő úgy hiszi, hogy van Isten, hisz a Biblia igazságában, minden nap beszél Jézushoz és úgy gondolja, Jézus is beszél őhozzá. Az ő története egy férfiról szól, aki gyilkos lett és messze állt Istentől, de azóta megváltozott.
Fekete úgy érzi, le tudja beszélni Fehért az öngyilkosságról. Ahogy megállította, mielőtt megölte volna magát, úgy érzi, ez a végzete. Végül nem sikerül lebeszélnie az öngyilkosságról; hagyja, hogy a professzor elhagyja a lakást. Amikor Fehér elmegy, Fekete azon kezd el töprengeni, hogy Isten miért tette őt ilyen pozícióba, hogy megmentse ennek a férfinak az életét, amikor tudja, hogy semmivel sem tudja megállítani, hogy elkövesse az öngyilkosságot.

## Szereplők
| Színész           | Szerep | Magyar hang    |
| ----------------- | ------ | -------------- |
| Samuel L. Jackson | Fekete | Kőszegi Ákos   |
| Tommy Lee Jones   | Fehér  | Reviczky Gábor |

## Fordítás
- Ez a szócikk részben vagy egészben  a   The Sunset Limited (film) című angol Wikipédia-szócikk ezen változatának fordításán alapul.  Az eredeti cikk szerkesztőit annak laptörténete sorolja fel. Ez a jelzés csupán a megfogalmazás eredetét és a szerzői jogokat jelzi, nem szolgál a cikkben szereplő információk forrásmegjelöléseként.